# Mágneses lehajlás
A mágneses inklináció - azaz a mágneses lehajlás - azt a szöget fejezi ki, amelyet a földi mágneses erőtér valós iránya, valamint az adott földrajzi ponton felvett vízszintes sík zárnak be egymással. Gyakorlati hatását vizsgálva kijelenthető, hogy egy szabályosan mágnesezett iránytű két végére csak az egyenlítő vonalában hat egyforma erő. Az iránytű fizikai helyzetét bármely mágneses pólushoz közelítve megfigyelhető, hogy a közelebbi pólus mágneses hatása erősebben jelentkezik a távolabbra lévő rovására. Az iránytű mutatója ilyenkor nemcsak irányba áll, hanem az erősebb hatású (közelebb lévő) pólushoz képest lefelé is bólint. A pontos elemi navigáció során a fentiek miatt ismerni kell az adott pont inklinációs eltéréseit és az adott iránytű esetleges korrekciós tényezőit is.